# Carrer de la Rectoria (Maçanet de Cabrenys)
El Carrer de la Rectoria és una via pública de Maçanet de Cabrenys (Alt Empordà) inclosa a l'Inventari del Patrimoni Arquitectònic de Catalunya.

## Descripció
Carrer situat al nucli antic del poble, motiu pel qual trobem les cases més antigues del poble. La majoria d'aquestes són construccions de planta baixa i dos pisos. Són cases que totes segueixen una línia constructiva, ja que totes elles tenen paredat de pedra irregular amb cantonades i obertures carreuades. La porta d'accés a aquestes cases és en arc de mig punt de gran dovellatge, i a les llindes de les finestres trobem inscripcions de dates o bé dels propietaris de les cases.